# 64 př. n. l.

## Události
Pompeius poráží pontského krále Mithridata VI., ten spáchá sebevraždu.
Sesazení Antiocha XIII. Zánik Seleukovské říše a přeměna v římskou provincii Syria.

## Narození
- Gaius Iulius Hyginus, římský polyhistor a gramatik († pravděpodobně, nebo před 17)

## Hlavy států
- Parthská říše – Fraatés III. (71/70 – 58/57 př. n. l.)
- Egypt – Ptolemaios XII. Neos Dionýsos (80 – 51 př. n. l.)
- Čína – Suan-ti (dynastie Západní Chan)